# San Martino Canavese
San Martino Canavese – miejscowość i gmina we Włoszech, w regionie Piemont, w prowincji Turyn.
Według danych na rok 2004 gminę zamieszkiwały 772 osoby, 85,8 os./km².